# Natalija Sedlezka

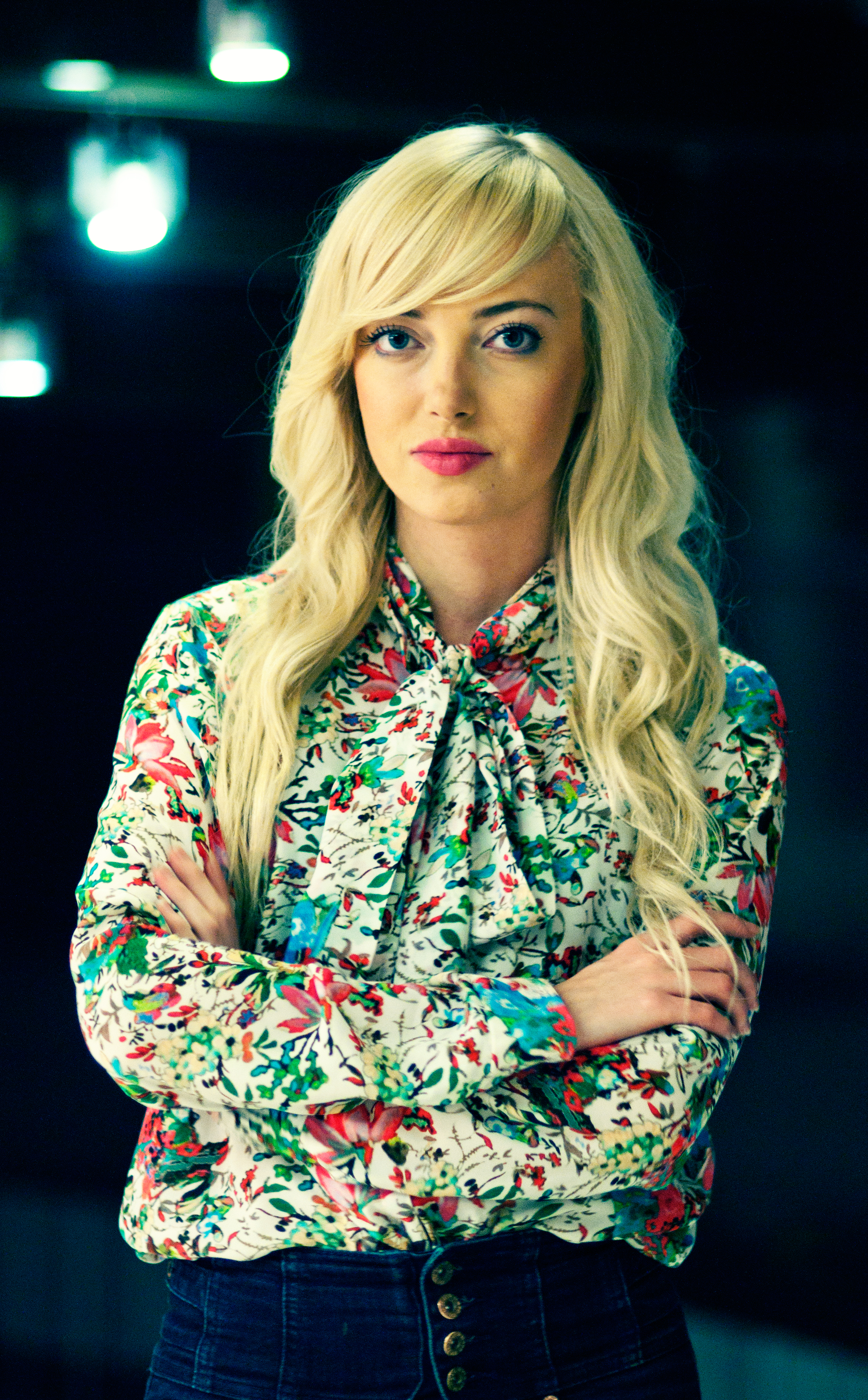
Natalija Sedlezka (2012)

Natalija Jurijiwna Sedlezka (ukrainisch Ната́лія Юріївна Седле́цька, * 20. Juni 1987 in Kiew) ist eine ukrainische investigative Journalistin und Redakteurin.

## Karriere
Natalija Sedlezka studierte Journalismus an der Nationalen Taras-Schewtschenko-Universität in Kiew und absolvierte 2019 das Draper Hills Summer Fellowship am Center on Democracy, Development, and the Rule of Law der Stanford University mit einem Master. Von 2013 bis 2014 war Sedlezka Václav-Havel-Stipendiatin – ein gemeinsames Programm von Radio Free Europe/Radio Liberty (RFE/RL) und dem Außenministerium der Tschechischen Republik. Im Jahr 2015 war Sedlezka als Reporterin für die britische Channel 4-Fernsehdokumentation From Russia With Cash tätig. Der Film wurde zu einem wichtigen Element der Anti-Geldwäsche-Kampagne im Vereinigten Königreich. Im Jahr 2014 wirkte Sedlezka bei der Veröffentlichung der Janukowytsch-Leaks mit, einer Korruptionsaffäre um den ukrainischen Ex-Präsidenten Wiktor Janukowytsch. Das Projekt wurde 2015 in Norwegen mit dem Global Shining Light Award ausgezeichnet. 2016 erhielt sie den Oleksandr Kryvenko Award für „Fortschritt im Journalismus“. Seit 2023 ist sie Leiterin, Chefredakteurin und Moderatorin der investigativen Sendung Schemes – ein Fernsehprojekt, das sie 2014 mit Unterstützung von RFE/RL in Kiew gegründet hat.